# Shigefumi Matsuzawa
Shigefumi Matsuzawa (松沢成文, Matsuzawa Shigefumi) és un polític japonés nascut el 2 d'abril de 1958 a la ciutat de Kawasaki, a la prefectura de Kanagawa. Entre altres càrrecs, va ser governador de Kanagawa, la seua prefectura d'origen, des del 23 d'abril de 2003 fins a la mateixa data del 2011, sempre com a candidat independent. Ha militat en infinitat de partits, però actualment és membre del Nippon Ishin no Kai. Matsuzawa va fer els seus estudis a la Universitat de Keiō.

## Carrera
Shigefumi Matsuzawa va nàixer el 2 d'abril de 1958 al districte de Tama, a la ciutat de Kawasaki, prefectura de Kanagawa, on va créixer i va fer els seus estudis primaris. Va graduar-se en ciències polítiques a la Universitat de Keiō l'any 1982. El mateix any va començar els seus estudis a la Matsushita School of Government, per la qual va poder viure un temps a Frederick a Maryland, on va ser a mitjans de la dècada de 1980 secretari de la congressista del Partit Demòcrata dels Estats Units Beverly Byron. A la mateixa dècada, en tornar al Japó va esdevindre membre de l'Assemblea Prefectural de Kanagawa de 1987 a 1993 com a candidat independent. El mateix passaria a ser membre de la Cambra de Representants del Japó com a membre de diferents partits: el Partit de la Renovació, pel qual fou escollit el 1993, el Partit de la Nova Frontera al 1996 i el Partit Democràtic del Japó del 2000 al 2003, quan abandonà el seu escó per a presentar-se a governador de Kanagawa. Eixe any va presentar-se a les eleccions a governador prefectural com a candidat independent, guanyant-les i romanent al càrrec fins a 2011, quan va abandonar el càrrec per a presentar-se a les eleccions a governador de Tòquio de 2011, tot i que retirant-se i donant el seu suport a Shintaro Ishihara, l'aleshores governador de Tòquio, afirmant que en una situació així (pocs dies abans havia tingut lloc el terratrèmol i tsunami del Japó de 2011) la gent havia de fer costat al govern de manera incondicional. Poc després, el 2013, Matsuzawa va ser elegit membre de la Cambra de Consellers del Japó pel Partit de Tots, tot i que quan aquest es dissolgué el 2014, Matsuzawa s'afilià al Partit per a les Futures Generacions. El 2015 va deixar el partit i es va mantindre a l'escó com a independent fins al seu ingrés al Partit de l'Esperança al maig del 2018, del qual va esdevindre lider fins a la seua renúncia el 28 de maig de 2019. Actualment roman al seu càrrec de diputat com a membre del Nippon Ishin no Kai.